# صفارة إنذار (مسرحية)
مسرحية صفارة إنذار مسرحية كويتية كوميدية أجتماعية وطنية من إنتاج مسرح السلام.

## ملخص الأحداث
تقوم دولة الكويت باختراع مركبة فضائية تخترق الغلاف الجوي للوصول إلى القمر، ولكن تلك المركبة ينحرف مسارها.

## البطولة
عبد العزيز المسلم، عادل المسلم، علي السميري، علي الفرحان.

## وصلات خارجية
- صفحتها في موقع السينما.

| سبقه الرجل الذئب | أعمال مسرح السلام 2003 | تبعه مسرحية صرخة الرعب |